# Penthe pimelia
Penthe pimelia (лат.) — вид жуков-тетратомид рода Penthe. Распространён на востоке Северной Америки. Длина 10—15 миллиметров. Внешне и поведенчески сильно схож с Penthe obliquata. Окраска насыщенного чёрно-коричневого цвета; усики чёрные; имаго встречаются на стволах деревьев и грибах; активны весной и летом, зимуют под рыхлой корой; надкрылья пунктированы, но не так густо и беспорядочно как у P. obliquata. Отличается последними антенномерами красно-коричневого цвета и чёрным щитком.